# Amblyopone rubiginoa
Amblyopone rubiginoa é uma espécie de formiga do gênero Amblyopone.